# Bulbophyllum fibratum
Bulbophyllum fibratum är en orkidéart som först beskrevs av François Gagnepain, och fick sitt nu gällande namn av Tien Ban Nguyen och Duc Huyen Duong. Bulbophyllum fibratum ingår i släktet Bulbophyllum och familjen orkidéer. Inga underarter finns listade i Catalogue of Life.